# Lukáš Pauschek
Lukáš Pauschek (* 9. Dezember 1992 in Bratislava) ist ein slowakischer Fußballspieler.

## Karriere

### Verein
Pauschek spielte in der Jugendmannschaft von ŠK Slovan Bratislava. In den Profikader ist er im Januar 2011 berufen worden. Er debütierte für Slovan am 21. Februar 2011 gegen FC Spartak Trnava. In der Rückrunde der Saison 2010/11 hat er zwölf Ligaspiele bestritten und mit Slovan wurde er slowakischer Meister und hat auch den nationalen Pokalwettbewerb gewonnen.

### Nationalmannschaft
Pauschek spielte in der slowakischen U19- sowie der slowakischen U21-Auswahl. Im August 2012 debütierte er in der slowakischen A-Nationalmannschaft und bestritt zunächst bis Juni 2013 vier Länderspiele. Nachdem er anschließend zunächst längere Zeit nicht mehr in den Kader berufen worden war, kam im Oktober 2016 ein weiterer Einsatz hinzu; nach erneuter mehrjähriger Pause wurde er 2020 bis 2021 wieder regelmäßig in die Nationalmannschaft berufen und bestritt in dieser Zeit ein weiteres Länderspiel. Für die anschließende Europameisterschaft 2021 wurde er jedoch nicht mehr nominiert.

## Erfolge
- Slowakischer Meister (6×): 2011, 2013, 2020, 2021, 2022, 2023
- Slowakischer Pokalsieger (4×): 2011, 2013, 2020, 2021
- Tschechischer Pokalsieger: 2016